# Bahnhof Kitami-Aioi
Der Bahnhof Kitami-Aioi (jap. 北見相生駅, Kitami-Aioi-eki) ist ein ehemaliger Bahnhof auf der japanischen Insel Hokkaidō. Er befand sich in der Unterpräfektur Okhotsk auf dem Gebiet der Gemeinde Tsubetsu und war von 1925 bis 1985 in Betrieb.

## Beschreibung

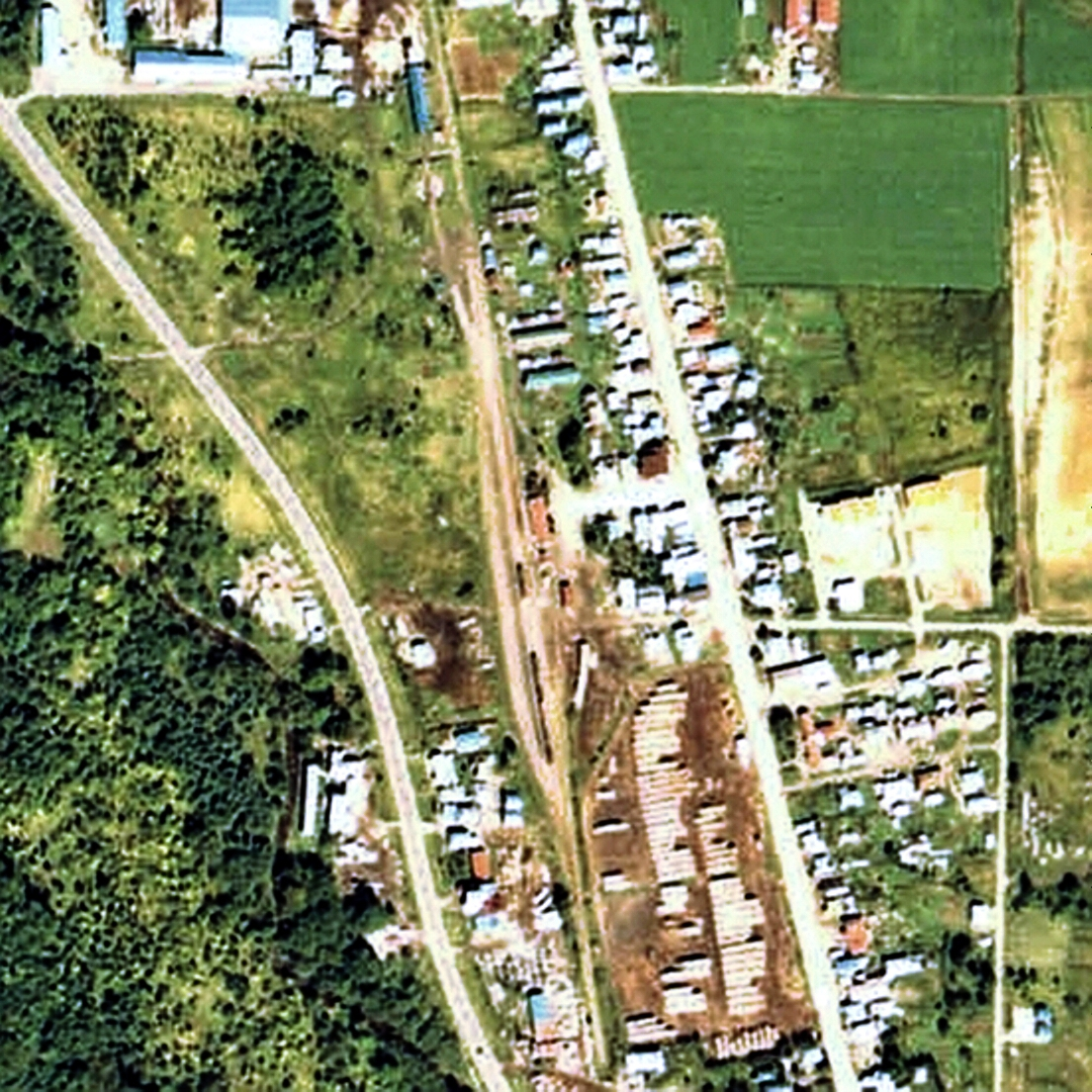
Luftansicht (1977)

Kitami-Aioi war die südliche Endstation der 36,8 km langen Aioi-Linie, die in Bihoro von der Sekihoku-Hauptlinie abzweigte. Der Bahnhof lag am Rande des Ortsteils Aioi und war von Norden nach Süden ausgerichtet. Er verfügte über ein Gleis für den Personenverkehr, das Empfangsgebäude stand an der Ostseite der Anlage. Hinzu kamen mehrere Abstellgleise und ein Ausziehgleis für den Güterverkehr, ein Wasserturm sowie eine Drehscheibe. Die Strecke endete rund 100 Meter südlich des Bahnhofs an einem Stumpfgleis.
Der Bahnhof blieb nach der Stilllegung als „Aioi-Eisenbahnpark“ (相生鉄道公園, Aioi tetsudō kōen) erhalten. Das Empfangsgebäude wurde renoviert und zu einem Café umgebaut. Auf zwei Gleisen werden insgesamt sechs Eisenbahnfahrzeuge dauerhaft ausgestellt. Es sind dies ein Dieseltriebwagen der Baureihe KiHa 22, ein Reisezugwagen, ein Schneepflug und drei Güterwagen. Ebenfalls Teil des Eisenbahnparks ist eine im Jahr 2003 eröffnete Raststätte (Michi no eki).

## Geschichte
Das Eisenbahnministerium eröffnete den Bahnhof am 15. November 1925, zusammen mit dem Abschnitt der Aioi-Linie von Tsubetsu nach Kitami-Aioi. Geplant war ein Weiterbau weiter südwärts nach Kushiro, der jedoch aufgrund von Finanzierungsproblemen unterblieb und später wegen der Eröffnung der weiter östlich verlaufenden Senmō-Hauptlinie nicht mehr dringlich erschien. Ebenfalls nicht verwirklicht wurden Pläne in den 1960er Jahren, die Aioi-Linie mit der Shiranuka-Linie bei Hokushin zu verbinden. Aus Kostengründen gab die Japanische Staatsbahn den Güterverkehr am 11. Dezember 1979 auf, am 1. Februar 1984 auch die Gepäckaufgabe. Schließlich legte sie am 1. April 1985 die Aioi-Linie still.

## Bilder

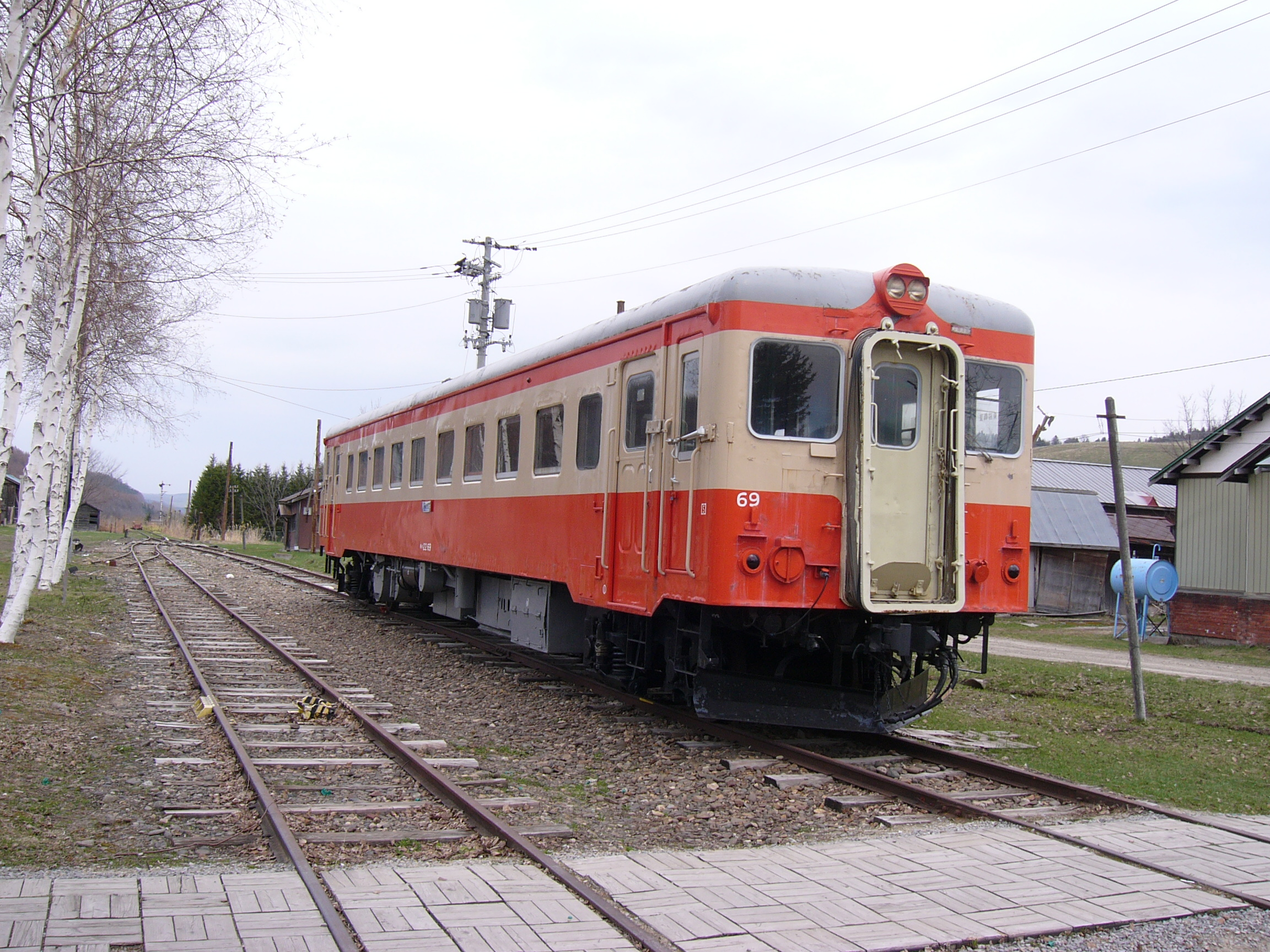
Dieseltriebwagen KiHa 22
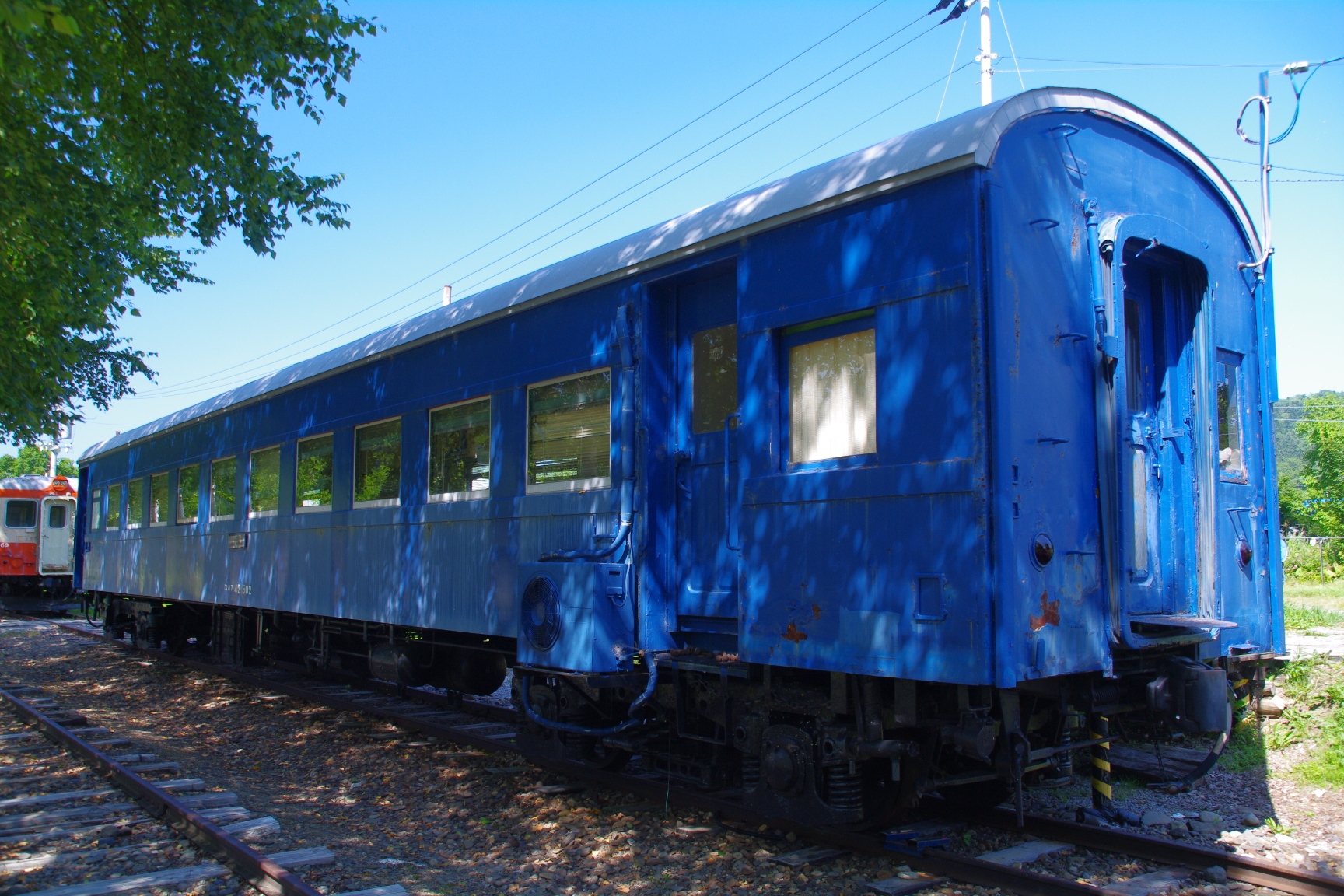
Reisezugwagen
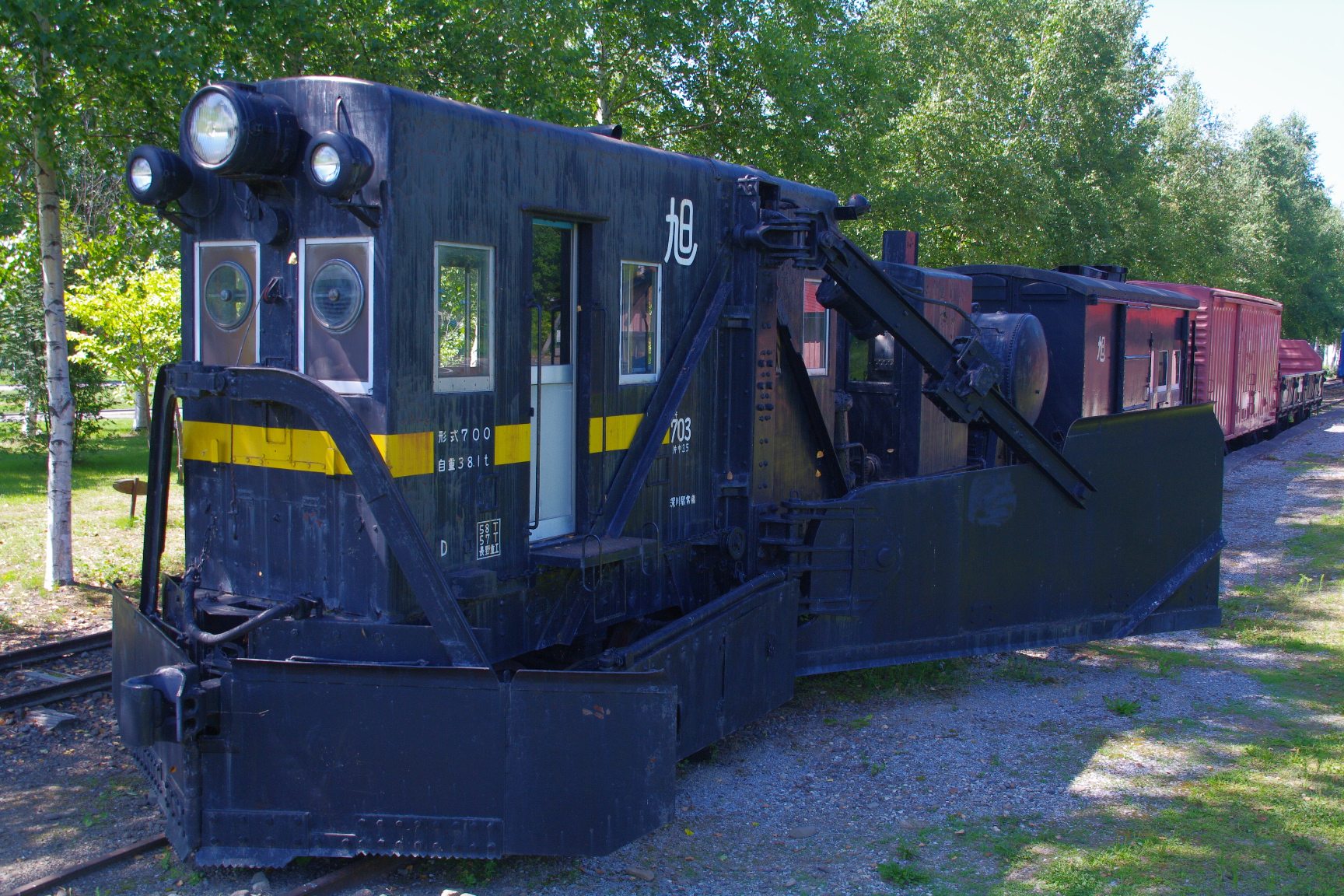
Schneepflug
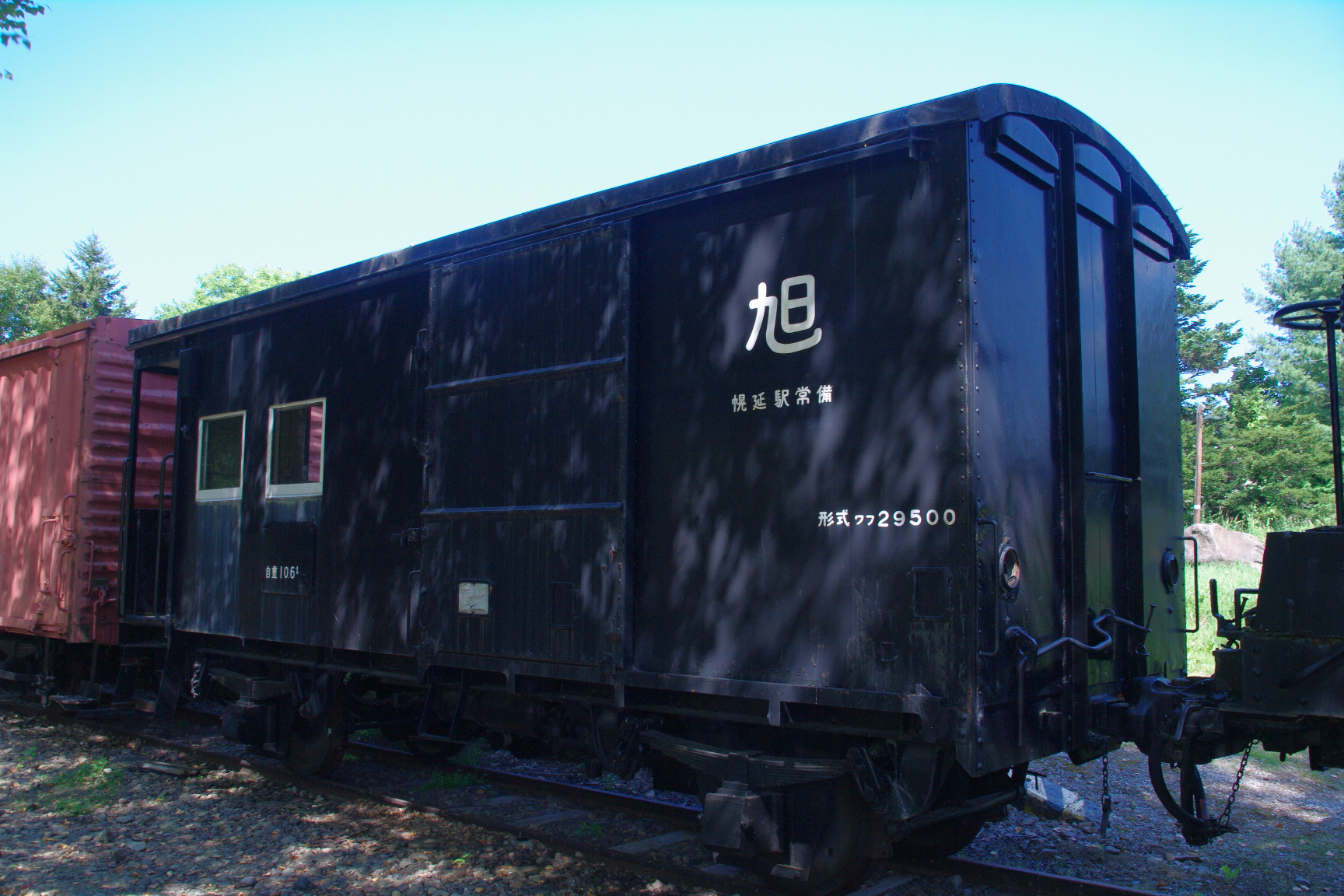
Güterwagen
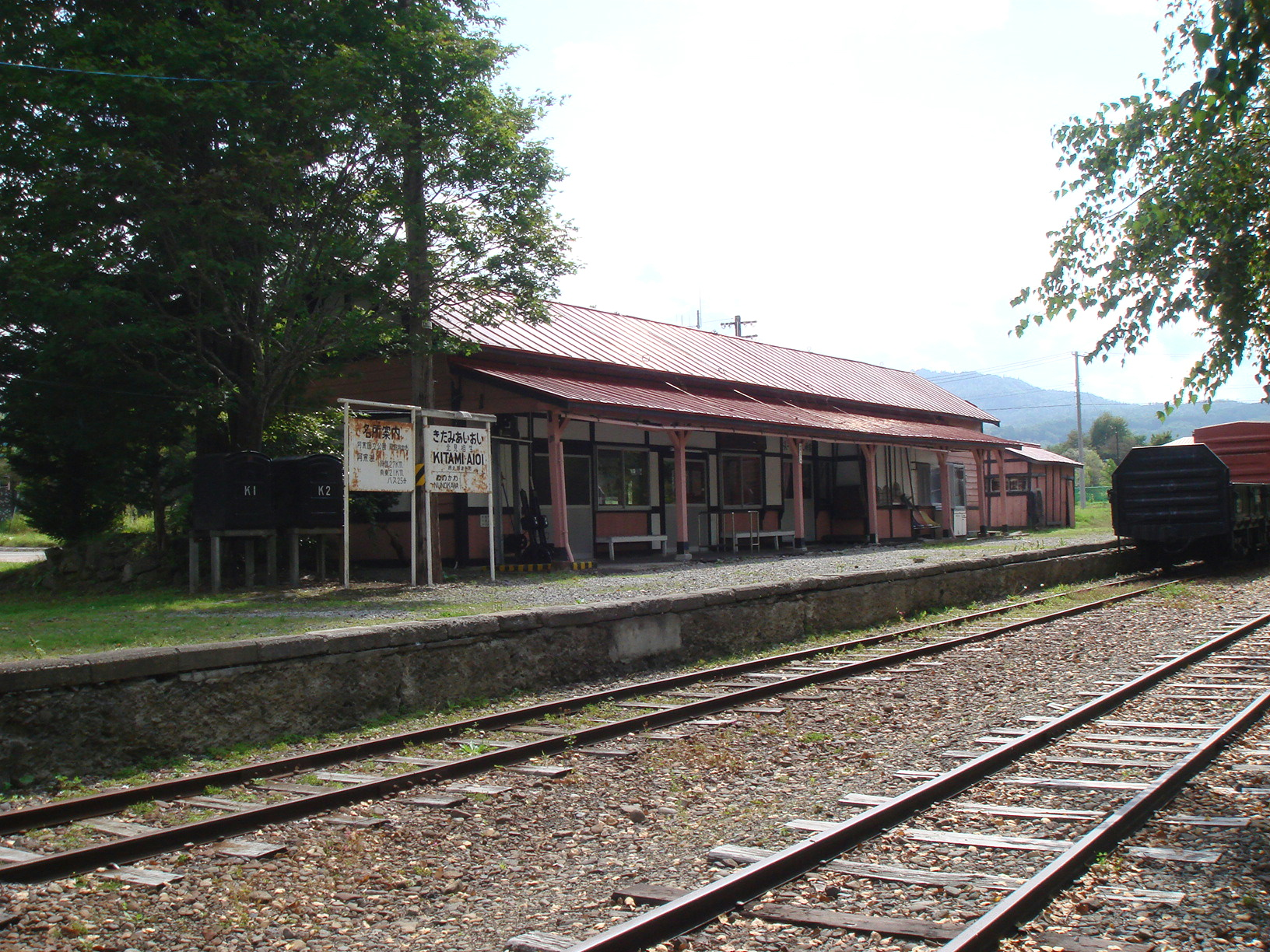
Der Bahnsteig und die Bahngleise sind in ihrem ursprünglichen Zustand erhalten geblieben.